# Evangelische Kirche (Königsbronn)

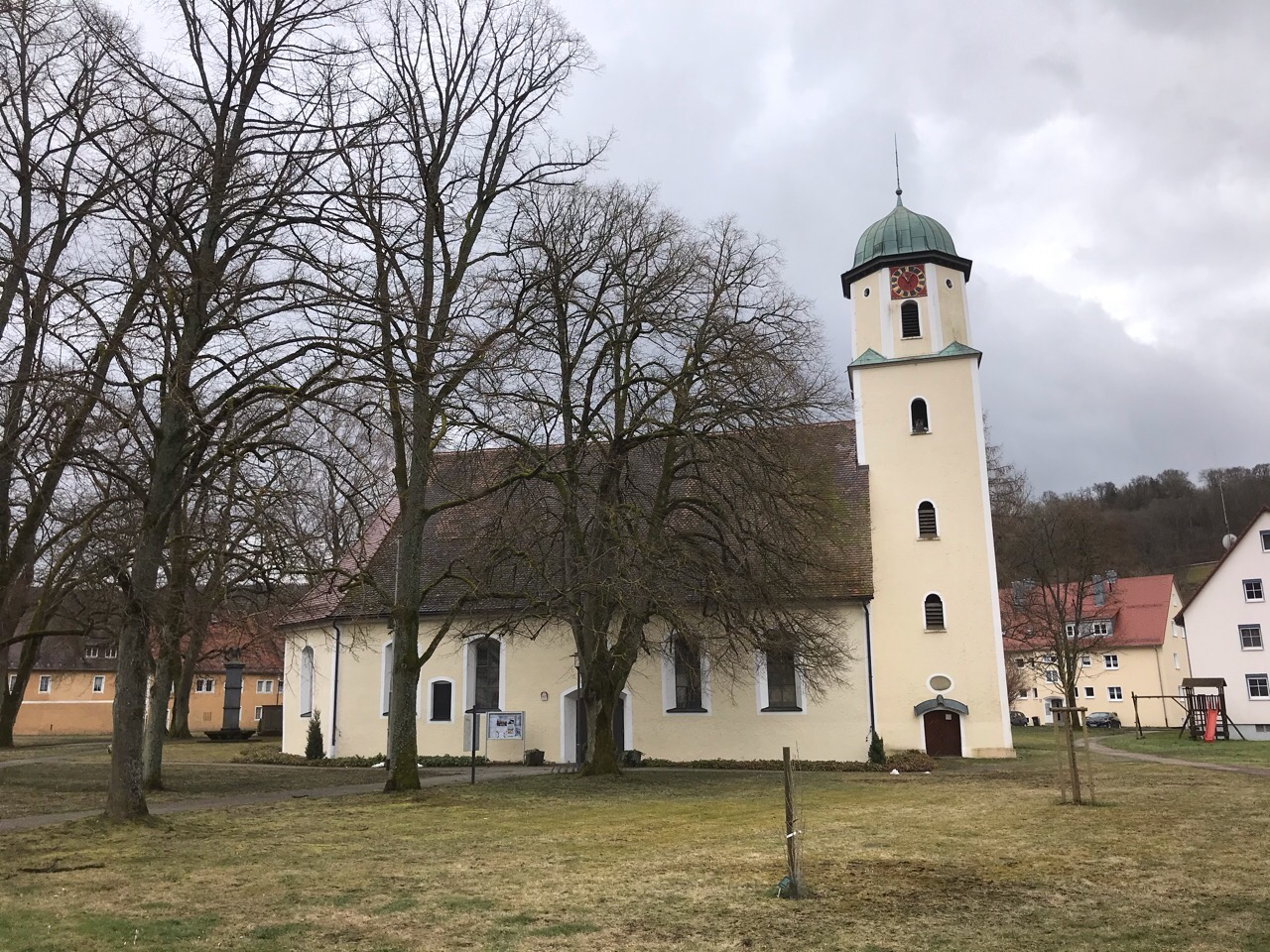
Evangelische Kirche in Königsbronn

Die Evangelische Kirche Königsbronn (auch als Klosterkirche bezeichnet) steht in Königsbronn, einer Gemeinde im Landkreis Heidenheim in Baden-Württemberg. Das Bauwerk ist beim Landesamt für Denkmalpflege Baden-Württemberg als Baudenkmal eingetragen. Die Kirchengemeinde Königsbronn, die seit 2021 mit der Kirchengemeinde Zang eine Gesamtkirchengemeinde bildet, gehört zum Kirchenbezirk Heidenheim der Evangelischen Landeskirche in Württemberg.

## Beschreibung

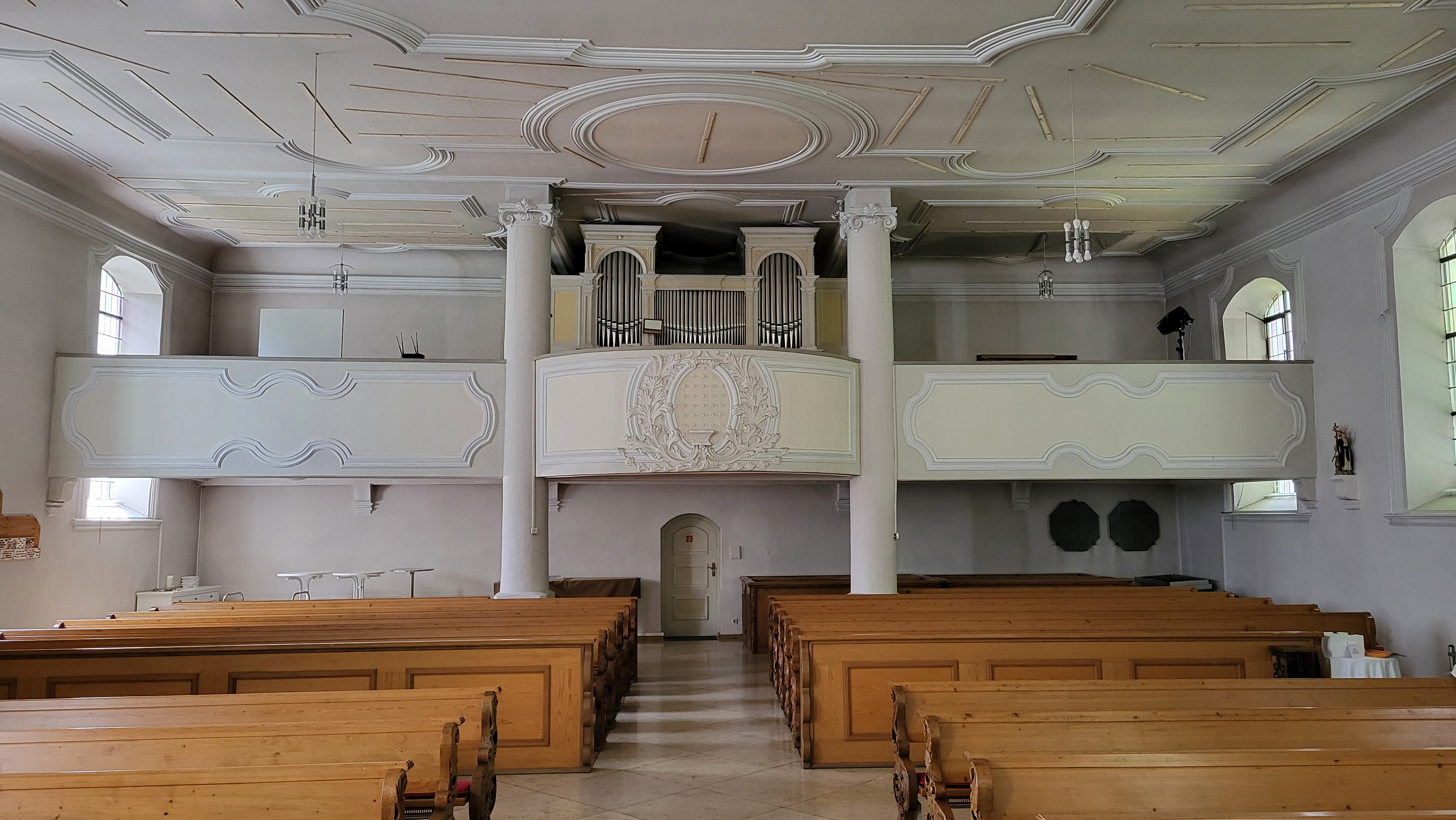
Innenraum, Blick zur Orgel

Trotz der in der Kirchengemeinde gebräuchlichen Bezeichnung handelt es sich bei dem Bauwerk nicht um die Klosterkirche des Klosters Königsbronn; diese wurde 1552 im Zweiten Markgrafenkrieg niedergebrannt. Auf dem Klostergelände, das ab 1556 als evangelische Klosterschule diente, wurde um 1565 anstelle einer romanischen Kapelle, die wohl als Laienkirche gedient hatte, eine Saalkirche errichtet. Sie besteht aus einem Langhaus, das im Osten dreiseitig abgeschlossen ist, und einem 1745 von Johann Adam Groß dem Älteren entworfenen Fassadenturm auf quadratischem Grundriss im Westen, der mit einer Glockenhaube bedeckt ist. Sein oberstes Geschoss ist achteckig und beherbergt die Turmuhr und den Glockenstuhl. 
Der Innenraum, der mit einer Flachdecke überspannt ist und eine Empore im Westen hat, wurde 1710 umgestaltet.